# E-go (Fahrkartensystem)

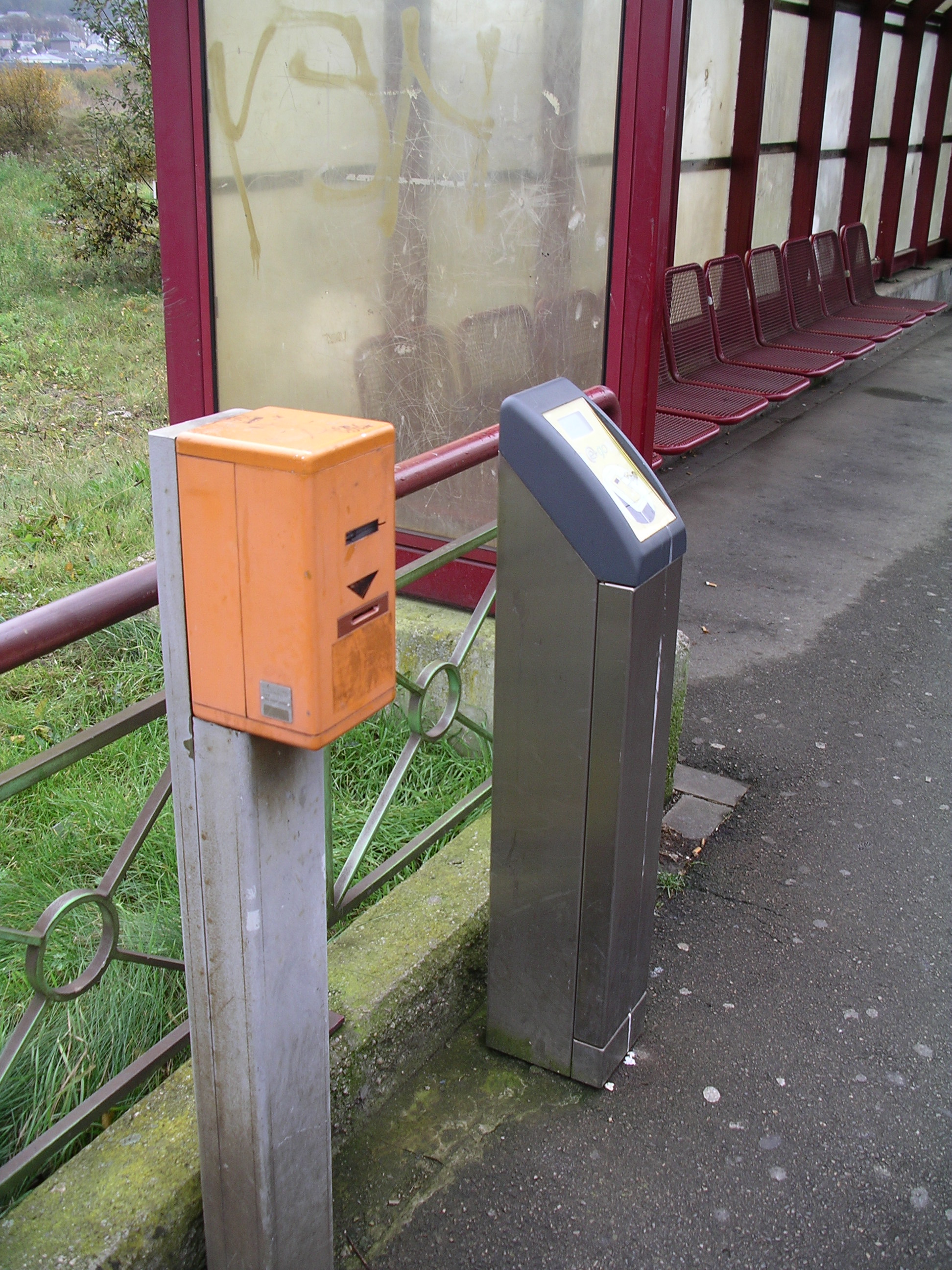
Herkömmlicher Fahrkartenentwerter und e-go-Säule auf dem Bahnsteig

e-go ist ein Fahrkartensystem für den öffentlichen Nahverkehr in Luxemburg, das mittels einer mit Mikrochip ausgerüsteten Plastikkarte funktioniert.
Die Karte kann (bislang am Fahrkartenschalter) wiederholt elektronisch mit einem Guthaben aufgeladen werden, für mehrere Fahrten in einer bestimmten Preiskategorie, zum Beispiel Kurzfahrten oder Tageskarten. Es ist geplant, dass dieses System künftig die üblichen Tickets aus Papier ersetzen soll.
Es ist auf dem gesamten Nahverkehrsnetz von Luxemburg einsetzbar:
1. AVL (Busse der Stadt Luxemburg)
2. CFL (Luxemburger Eisenbahn)
3. RGTR (Régime général des transports routiers – allgemeiner Busverkehr)
4. TICE (Tramways intercommunaux du canton Esch – Busverkehr im Kanton Esch)

Verkaufsstellen der Plastikkarten sind:
1. Mobilitätszentrale im Bahnhof Luxemburg,
2. die CFL-Schalter im Bahnhof Esch, Ettelbruck, Bettembourg, Wasserbillig, Pétange und Rodange
3. die AVL-Schalter im P+R Parkhaus Bouillon und im Hamilius-Center (beide Stadt Luxemburg)
4. am TICE-Schalter in Esch/Alzette.

## Verfahren
Das Projekt e-go hat Millionen Euro gekostet und erfüllt bis heute nicht die damals hoch gesteckten Erwartungen.
Aufgrund der finanziellen Auswüchse des Projektes hat sich der Rechnungshof (Cour des comptes) mit der Gesetzmäßigkeit sowie der Regelkonformität des Projektes befasst. In seinem diesbezüglichen Sonderbericht hat er sich zur Frage der Nützlichkeit des Projektes nicht geäußert. Indessen stellt er eine völlig unzulängliche Projektdokumentation fest, insbesondere fehlte ein klares Lastenheft für den Auftragnehmer, woraus sich hernach eine zunehmende Informationsasymmetrie und Abhängigkeit des Auftraggebers vom Auftragnehmer entwickelt hatten.
An dem Projekt e-go wird noch weiterhin gearbeitet; eine Ausdehnung Richtung Frankreich ist im Gespräch.